# Un goût de romance
Un goût de romance (A Taste of Romance) est un téléfilm américain réalisé par Lee Rose, diffusé le 14 janvier 2012 sur Hallmark Channel.

## Synopsis
Sara, la patronne et chef d'un restaurant chic doit faire face à la concurrence d'un restaurant ouvert par des pompiers. Elle sympathise avec Hannah, la fillette de son rival Gill.

## Fiche technique
- Titre original : A Taste of Romance
- Réalisation : Lee Rose
- Scénario : Jennifer Notas et Evan Laughlin
- Photographie : Maximo Munzi
- Pays : États-Unis
- Durée : 90 minutes
- Dates de diffusion :
  -  France : 23 février 2012 sur M6, rediffusion le 10 juin 2013

## Distribution
- Teri Polo (VF : Virginie Méry) : Sara Westbrook
- James Patrick Stuart (VF : Fabien Jacquelin)  : Gill Calahan
- Bailee Madison (VF : Camille Donda) : Hannah Callahan
- Alexander Bedria : Officier Ramirez
- Jack Conley : Chef
- Simone Cook : Elise
- Ashley Cusato : Jane
- Rockmond Dunbar : Danny Marsh
- Romy Rosemont (VF : Brigitte Virtudes) : Patsy Danvers
- Derek Ray : Michael
- Jamie Renée Smith : Beth